# مقاطعة كالاو
مقاطعة كالاو هي مقاطعة في بيرو، تتبع إقليم كاياو، عاصمتها كاياو.

## التقسيمات الإدارية
- Bellavista District [الإنجليزية]‏
- مديرية كاياو
- Carmen de la Legua Reynoso District [الإنجليزية]‏
- La Perla District [الإنجليزية]‏
- La Punta District [الإنجليزية]‏
- Ventanilla District [الإنجليزية]‏.